# Andriej Leonow (kulturysta)
Andriej Leonow (ros. Андрей Леонов; ur. 9 października 1980 w Petersburgu) – rosyjski kulturysta. Mistrz Rosji w kulturystyce.

## Życiorys
Ma młodszą siostrę Juliję (ur. 1984) oraz młodszego brata Aleksieja (ur. 1985). Studiował na Państwowym Uniwersytecie Kultury Fizycznej, Sportu i Zdrowia im. Piotra Lesgafta.
W zawodach sportowych bierze udział od 2006. Jesienią tego roku zdobył srebrny medal w kategorii wagowej do 90 kg podczas Mistrzostw Sankt-Petersburga i Obwodu leningradzkiego. W 2011 w trakcie Pucharu Północno-Zachodniego Okręgu Federalnego wywalczył srebro w kategorii wagowej do 100 kg. Rok później, w tych samych zawodach, w tej samej kategorii, również objął drugie miejsce na podium, a także został mistrzem Rosji w kulturystyce wśród sportowców o masie ciała nieprzekraczającej 100 kg. Startował też w zmaganiach Arnold Amateur Europe, organizowanych przez IFBB, gdzie zajął piątą pozycję w kategorii wagowej do 100 kg. W marcu 2013 uhonorowano go brązowym medalem podczas Pucharu Wołogdy. W październiku 2015 został absolutnym zwycięzcą Mistrzostw Północno-Zachodniego Okręgu Federalnego; w trakcie zawodów zdobył też złoto w kategorii wagowej do 100 kg.
Mieszka w rodzimym Petersburgu.